# Usta
Usta (rusky Уста) je řeka v Nižněnovgorodské a v Kirovské oblasti v Rusku. Je 253 km dlouhá. Povodí má rozlohu 6 030 km².

## Průběh toku
Ústí zleva do Vetlugy (povodí Volhy) na 169 říčním kilometru.

## Vodní režim
Zdrojem vody jsou převážně sněhové srážky. Průměrný průtok vody ve vzdálenosti 47 km od ústí činí 28 m³/s. Zamrzá v listopadu a rozmrzá v dubnu.

## Využití
Řeka je splavná pro vodáky. Na dolním toku je možná vodní doprava.